# Djalalabad
Cet article concerne la ville du Kirghizstan. Pour la ville d'Afghanistan, voir Jalalabad.
Djalalabad (en kirghiz : Жалалабат ; en russe : Джалал-Абад, Djalal-Abad) est une ville du Kirghizstan et la capitale administrative de la province de Jalal-Abad. Sa population s'élevait à 89 004 habitants en 2009.

## Géographie
Elle est située au sud ouest du Kirghizstan, dans la vallée de Ferghana, sur la rivière Kougart, au pied du massif montagneux Babach Ata, à proximité immédiate de la frontière avec l'Ouzbékistan.

### Climat
| Mois                                        | jan.       | fév.      | mars     | avril     | mai       | juin      | jui.      | août      | sep.     | oct.       | nov.      | déc.       | année      |
| ------------------------------------------- | ---------- | --------- | -------- | --------- | --------- | --------- | --------- | --------- | -------- | ---------- | --------- | ---------- | ---------- |
| Température minimale moyenne (°C)           | −4,9       | −2,3      | 4,2      | 9,6       | 13,6      | 17,6      | 20,1      | 19        | 14,8     | 8,7        | 2,8       | −2,7       | 8,4        |
| Température moyenne (°C)                    | −1,1       | 1,7       | 8,7      | 15,1      | 19,8      | 24,4      | 26,8      | 25,6      | 21,1     | 14         | 6,9       | 0,8        | 13,7       |
| Température maximale moyenne (°C)           | 3,9        | 6,9       | 14,5     | 21,3      | 26,4      | 31,5      | 34        | 32,8      | 28,6     | 21,2       | 12,8      | 5,8        | 20         |
| Record de froid (°C) date du record         | −27,2 1969 | −26 1978  | −12 1974 | −7,8 1960 | 0,4 1989  | 5,7 1983  | 11,1 1966 | 6,6 1996  | 0,4 2017 | −13,1 1987 | −20 1962  | −23,6 1984 | −27,2 1969 |
| Record de chaleur (°C) date du record       | 18,8 2002  | 25,8 2016 | 30 1962  | 33,9 1961 | 39,2 1984 | 41,5 1984 | 41,8 2013 | 41,5 2004 | 40 1981  | 34,2 2013  | 30,7 2017 | 20,7 1989  | 41,8 2013  |
| Précipitations (mm)                         | 40         | 51        | 54       | 62        | 47        | 25        | 9         | 6         | 8        | 35         | 52        | 51         | 440        |
| Record de pluie en 24 h (mm) date du record | 33 2006    | 40 2006   | 52 2010  | 42 1996   | 58 2001   | 54 2005   | 16 1981   | 26 1981   | 32 1979  | 61 1987    | 42 2012   | 33 2005    | 61 1987    |

| Diagramme climatique                                  |           |           |           |            |            |         |         |           |           |           |           |
| J                                                     | F         | M         | A         | M          | J          | J       | A       | S         | O         | N         | D         |
| 3,9−4,940                                             | 6,9−2,351 | 14,54,254 | 21,39,662 | 26,413,647 | 31,517,625 | 3420,19 | 32,8196 | 28,614,88 | 21,28,735 | 12,82,852 | 5,8−2,751 |
| Moyennes : • Temp. maxi et mini °C • Précipitation mm |           |           |           |            |            |         |         |           |           |           |           |

## Histoire
Foyer très ancien de peuplement, située sur la Route de la soie, la ville a probablement existé dès l'Antiquité, bien qu'il n'en reste pas de vestiges. Jalal-Abad est connue pour ses eaux minérales et sa station balnéaire de Hozret Ayub Païghambar. On y trouve également des ateliers de marqueterie et mobilier en bois de noyer.
Au XIXe siècle, Djalal-Abad est le terminus de la ligne ferroviaire reliant la vallée du Ferghana avec le reste de l'empire russe. C'est pourquoi, dans les années 1920, la ville est jugée suffisamment importante pour être pressentie comme future capitale de la République socialiste soviétique kirghize.

## Population
L'une des plus peuplées du Kirghizstan, la région abrite des populations d'origine principalement kirghize et ouzbèke, ainsi que quelques Kazakhs autour de Toktogoul.
Recensements (*) ou estimations de la population :
| 1926* | 1959*  | 1970*  | 1979*  | 1989*  |
| ----- | ------ | ------ | ------ | ------ |
| 9 687 | 31 234 | 44 285 | 55 369 | 70 855 |

| 1999*  | 2005   | 2009*  | 2013   | - |
| ------ | ------ | ------ | ------ | - |
| 70 401 | 77 900 | 89 004 | 94 300 | - |

## Économie
L'économie de la région est basée sur l'agriculture, avec prédominance des plantations de coton et de tabac, mais aussi de fruits et légumes, de maïs, de noix, de pistaches et de miel. Tradition très ancienne, la production de soie est quasiment interrompue. La région compte plusieurs sites miniers, principalement de charbon à Kazarman. Elle compte aussi plusieurs centrales hydroélectriques, notamment l'immense barrage de Toktogoul, destiné à la production pour le Kirghzistan, mais aussi pour les républiques voisines.

## Tourisme
La région de Jalalabad est essentiellement montagneuse. La frange la plus basse connaît un peuplement très dense, tandis que les montagnes restent très sauvages. Les possibilités d'excursions sont largement sous-estimées. La région comprend notamment Arslanbob, la plus ancienne et la plus vaste forêt de noyers du monde. Le parc naturel de Sary Chelek protège un lac de montagne magnifique et une faune extrêmement riche. Le site de pétroglyphes de Saïmalouou-Tach est le plus important d'Asie centrale. La vallée de Tchaktal conserve quelques traces de peuplement médiéval.

## Illustrations

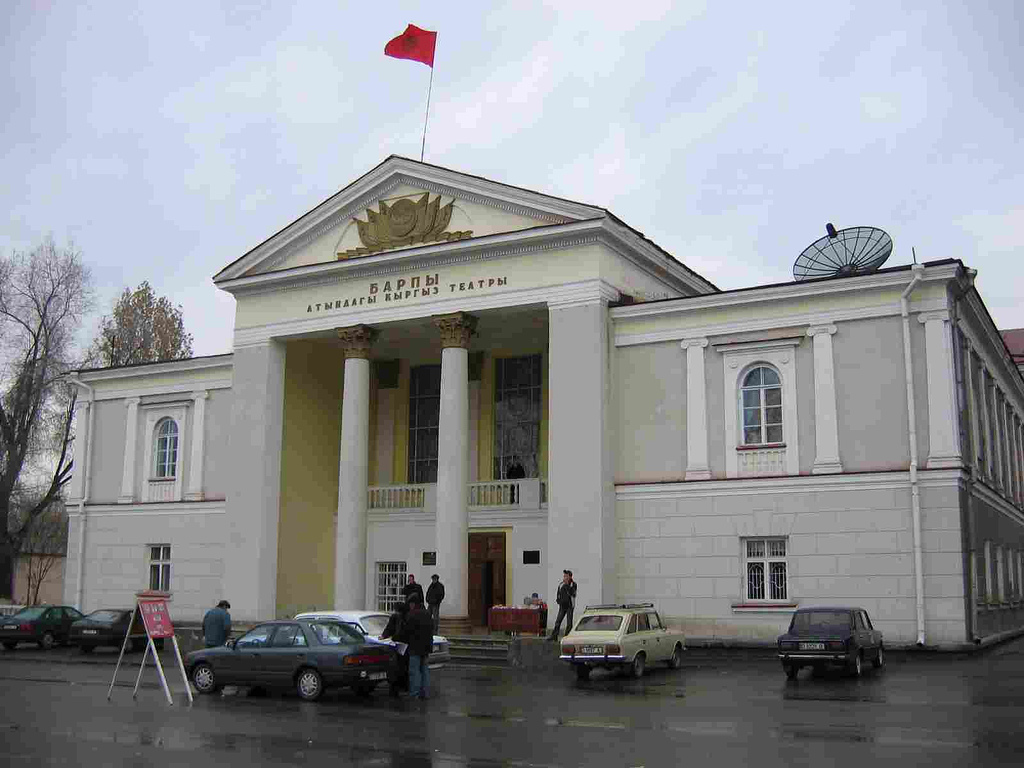
Théâtre de Djalalabad
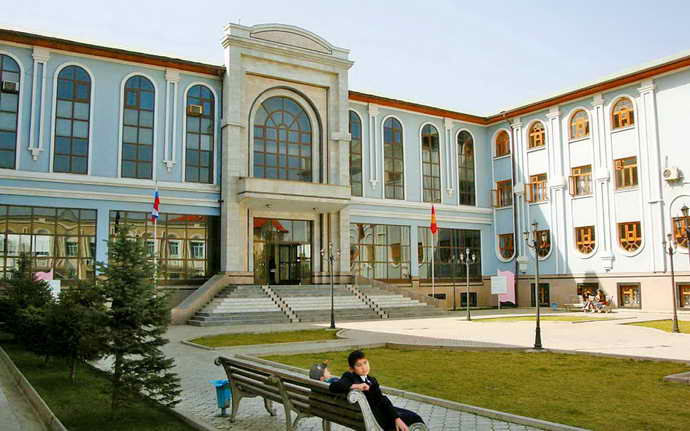
Université de Djalalabad
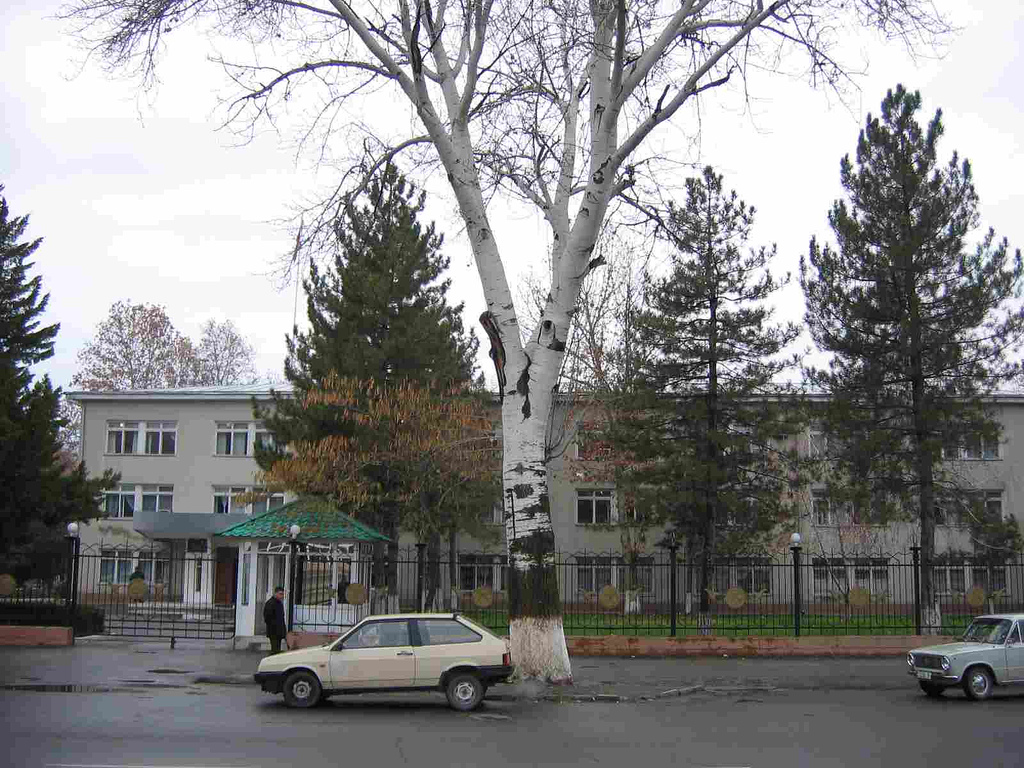
Siège de l'administration de la province de Djalalabad
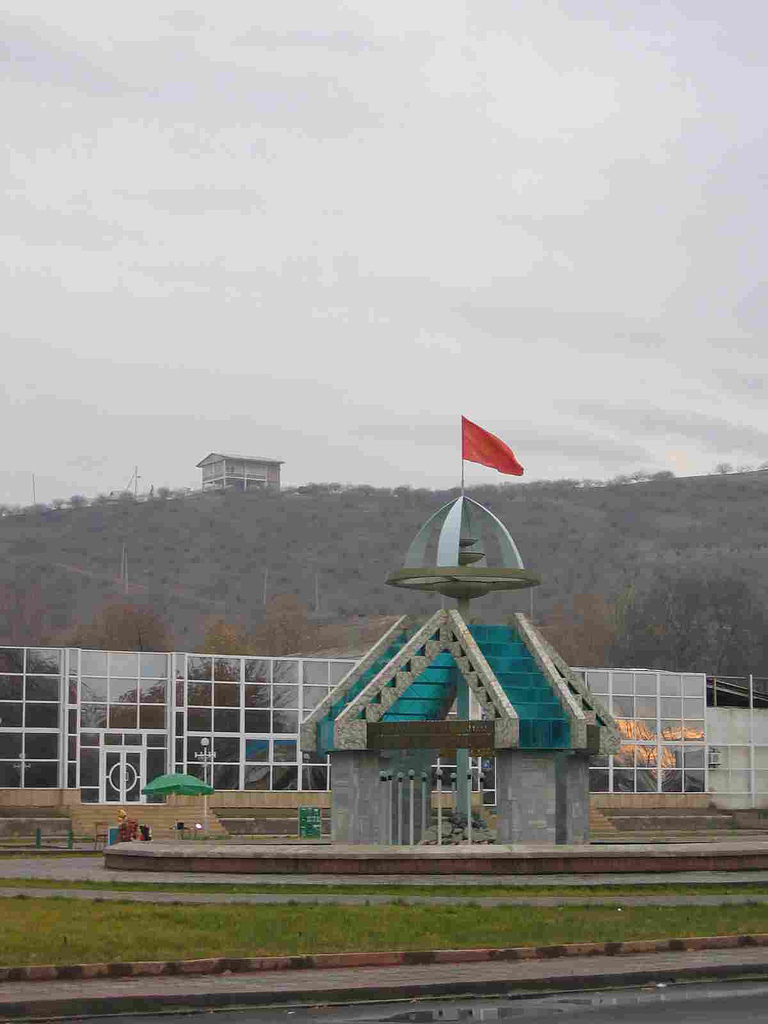
Place de la Révolution